# Barclay (Göteborgssläkt)
För andra betydelser, se Barclay.
Denna artikel behandlar den till Göteborg inflyttade släkten Barclay, härstammandes från grenen Collairnie. För mer information om ätten Barclay, se Barclay (ätt).

## Barclay i Göteborg

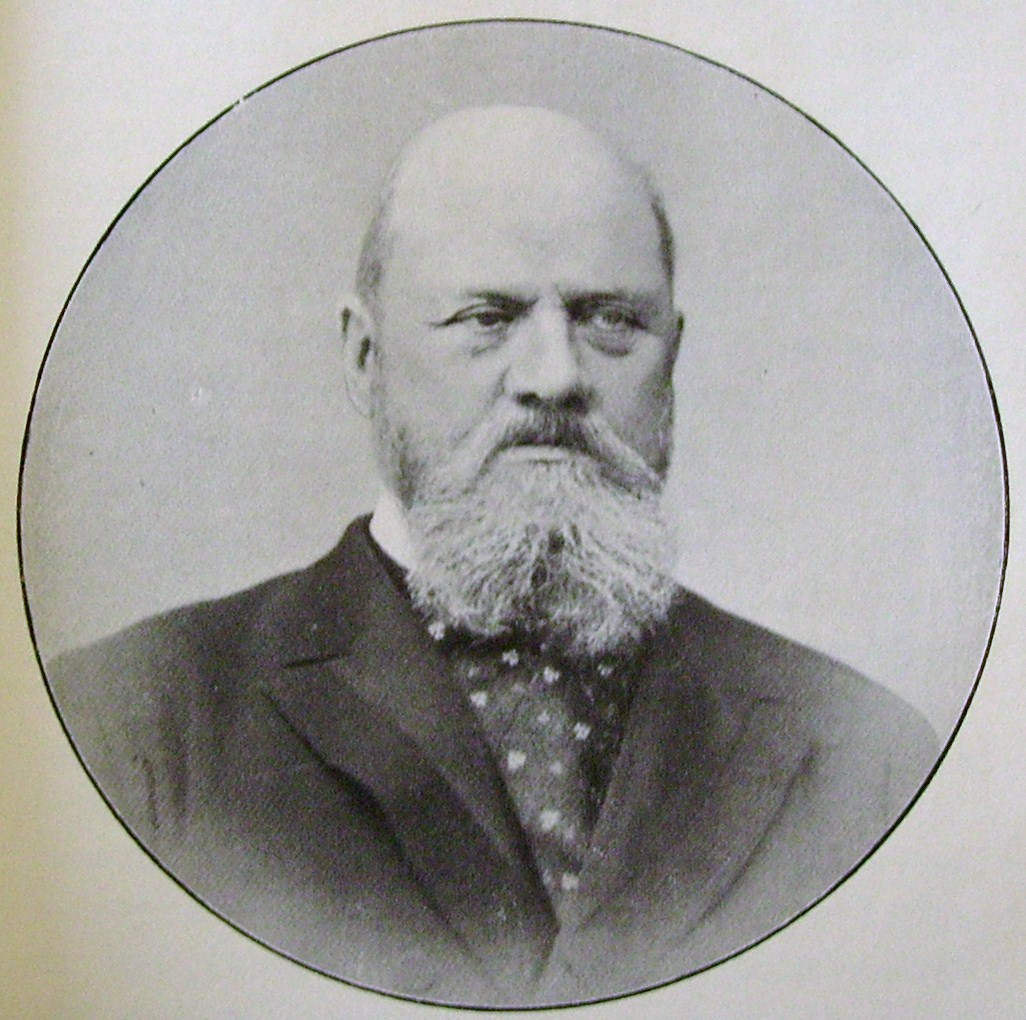
Sandy Barclay (1833-1897)

Den förste representanten av släkten som kom till Göteborg hette, Alexander Barclay (1778–1833). Efter att för en tid bott i Hamburg, flyttade han 1807, på grund av kontinentalblockaden, till Sverige och Göteborg. Brorsönerna John och Alexander Barclay ärvde sedermera hans stora förmögenhet. Alexander den yngre var gift med Marie Louise Benedicks, dotter till Michael Benedicks. John Barclay (1810–1862) var gift med Martina Lamberg, dotter till kommerserådet Lamberg. Han ägde och bebodde Gunnebo slott. Hans son i sin tur Alexander eller Sandy Barclay (1833–1897) övertog John Barclays firma. Även det Barclayska huset på Västra Hamngatan 14 övertogs av Sandy Barclay. Han var sedan 1875 gift med Elisabeth Sawers. I slutet av 1860-talet upplöstes firman. 
Sandy Barclay avled genom en olyckshändelse.
Till umgängeskretsen räknades landshövding Albert Ehrensvärd d.ä. och medlemmar ur släkterna Gibson, Keiller, Dickson, Wijk, Röhss.